# Parhaplothrix strandi
Parhaplothrix strandi là một loài bọ cánh cứng trong họ Cerambycidae.